# Phantasy Star generation:2
Phantasy Star generation:2 (ファンタシースター generation:2, Fantashī Sutā generation:2) é um jogo de RPG lançado em 2005 para o PlayStation 2 e é um remake do jogo Phantasy Star II, lançado originalmente para o Sega Mega Drive em 1989. É o volume 17 da série Sega Ages 2500.
Originalmente previsto para ser lançado nos Estados Unidos e na Europa pela Conspiracy Games, foi posteriormente anunciado como parte de uma trilogia intitulada "Phantasy Star Trilogy", uma compilação de remakes de Phantasy Star, Phantasy Star II e Phantasy Star IV. O futuro da compilação é incerto, já que a Sega recuperou os direitos de publicação para os Estados Unidos e para a Europa. A Sega atualmente não tem planos de publicar este ou qualquer outro remake de Phantasy Star fora do Japão, e com a Sega do Japão tendo aparentemente abandonado seus planos para um remake de um Phantasy Star IV em favor de uma compilação apresentando a iteração dos quatro jogos Phantasy Star da série original, parece que este jogo permanecerá restrito ao mercado japonês.

## Jogabilidade
Phantasy Star generation:2, assim como Phantasy Star generation:1, espelha-se nos eventos do jogo original, adicionando alguns personagens secundários e mais detalhes à trama do jogo. Possui gráficos aprimorados, um sistema de combate revisado e uma trilha sonora remixada. Dentre os novos atributos estão: a possibilidade de jogar a versão original do Mega Drive e carregar um "arquivo do sistema" de Phantasy Star generation:1, permitindo ao jogador jogar com Nei durante o jogo todo.

## História
Assim como em Phantasy Star II, Phantasy Star generation:2 tem como enredo as aventuras do agente Rolf, do governo de Motavia, que recebe ordens do Governador para investigar o que está acontecendo com o Cérebro-Mãe, o computador que controla o planeta.